# Duje Čop
Duje Čop, hrvaški nogometaš, * 1. februar 1990 Vinkovci, SR Hrvaška, SFRJ.
Kot napadalec igra za klub Dinamo Zagreb.
V hrvaški Prvi nogometni ligi je odigral 135 tekm in dosegel 61 golov za splitski klub Hajduk, splitski RNK in zagrebški Dinamo. Igral je tudi v najvišjih ligah Portugalske, Italije, Španije in Belgije, skupno pa je v La Ligi za Málago, Sporting Gijón in Valladolid odigral 80 tekem in 16 golov.
Čop je za Hrvaško tekmoval leta 2014. Bil je del njihove ekipe na UEFA Euro 2016.